# Macháza
Macháza (szlovákul Macov) község Szlovákiában, a Nagyszombati kerületben, a Dunaszerdahelyi járásban.

## Fekvése
Dunaszerdahelytől 15 km-re nyugatra fekszik.

## Története
1367-ben "Machhaza" néven említik először. 1441-ben "Keethmaczhaza" néven szerepel. Pozsony várának tartozéka volt, később a pozsonyi uradalom része. 1440-től a 17. századig részben a Bittó család birtoka. 1574-ben 4 adózó családja volt. 1715-ban három volt az adózók száma. 1828-ban 7 házában 64 lakos élt, akik főként mezőgazdasággal foglalkoztak.
Vályi András szerint "MACZHÁZA. N. Maczháza. Magyar falu Posony Várm. földes Urai több Uraságok, egyik része a’ Posonyi Várnak fő Kapitányságához tartozik, holott sok birkák vagynak, lakosai katolikusok, fekszik n. k. N. Légnek, n. ny. Tárnoknak szomszédságában, határja szántó földekből, ’s tsekély mezőségből áll."
Fényes Elek szerint "Maczháza, puszta, Poson vármegyében: 56 kath. lak., gr. Pálffy senioratusáé s még egyéb nemeseké, Sárosfalva m. Ut. p. Somorja 2 óra."
A trianoni békeszerződésig Pozsony vármegye Somorjai járásához tartozott. 1938 és 1945 között ismét Magyarország része volt.

## Népessége
| Év:            | 1994. | 2004.    | 2014.    | 2024.    |
| -------------- | ----- | -------- | -------- | -------- |
| Emberek száma: | 156   | 176      | 287      | 504      |
| Eltérés:       |       | +12,82 % | +63,06 % | +75,60 % |

| Év:            | 2023. | 2024.   |
| -------------- | ----- | ------- |
| Emberek száma: | 492   | 504     |
| Eltérés:       |       | +2,43 % |

1910-ben 142, túlnyomórészt magyar lakosa volt.
2001-ben 155 lakosából 88 magyar, 37 szlovák és 27 cseh volt.
2011-ben 237 lakosából 96 szlovák, 93 magyar és 28 cseh volt.
2021-ben 446 lakosából 286 (+13) szlovák, 112 (+4) magyar, 1 cigány, 1 (+2) ruszin, 36 (+5) egyéb és 10 ismeretlen nemzetiségű volt.

## Külső hivatkozások
- Községinfó
- Macháza Szlovákia térképén
- E-obce.sk Archiválva 2017. április 24-i dátummal a Wayback Machine-ben